# Pieter Soutman
Pieter Claesz Soutman (Haarlem, 1593-1601 - Haarlem, 16 d'agost de 1657), era un pintor i impressor barroc de Haarlem a l'Edat d'Or Holandesa.

## Biografia

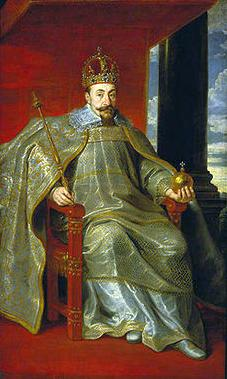
Retrat de Sigismund III de Polònia vestit per la coronació, 1626

Soutman era contemporani a Haarlem de Frans Hals, Hendrick Gerritsz Pot, i Pieter Claesz, i sembla que va estar influït pels tres, quan es considera les característiques de les seves pintures. Era el més jove de sis germans del ric propietari catòlic de la cerveseria de Haarlem De Werelt.
Segons Houbraken, Soutmann va formar-se amb Peter Paul Rubens a Anvers. Deu haver tingut èxit, perquè Samuel Ampzing l'esmenta al seu poema sobre Haarlem.
Probablement durant la visita del príncep Władysław Vasa a Anvers el 1624, va ser recomanat per Rubens com a excel·lent pintor. Aquell mateix any se'n va anar a Polònia, on va ser nomenat pintor de la cort reial. Soutman va ser contractat com un servitor del rei Segimon III Vasa fins a 1628, que va retornar a Haarlem. Les seves connexions familiars el varen permetre afiliar-se al catòlic Hofje Codde en Van Beresteijn. Avui és un asil, però en el seu dia eren dos; el l'asil de Codde i l'asil de Beresteijn. Probablement era el regent de l'asil de Codde. Soutman es va convertir en un retratista respectat a Haarlem i va obtenir molts encàrrecs per a retrats de grup, incloent-hi el lucratiu schutterstukken.

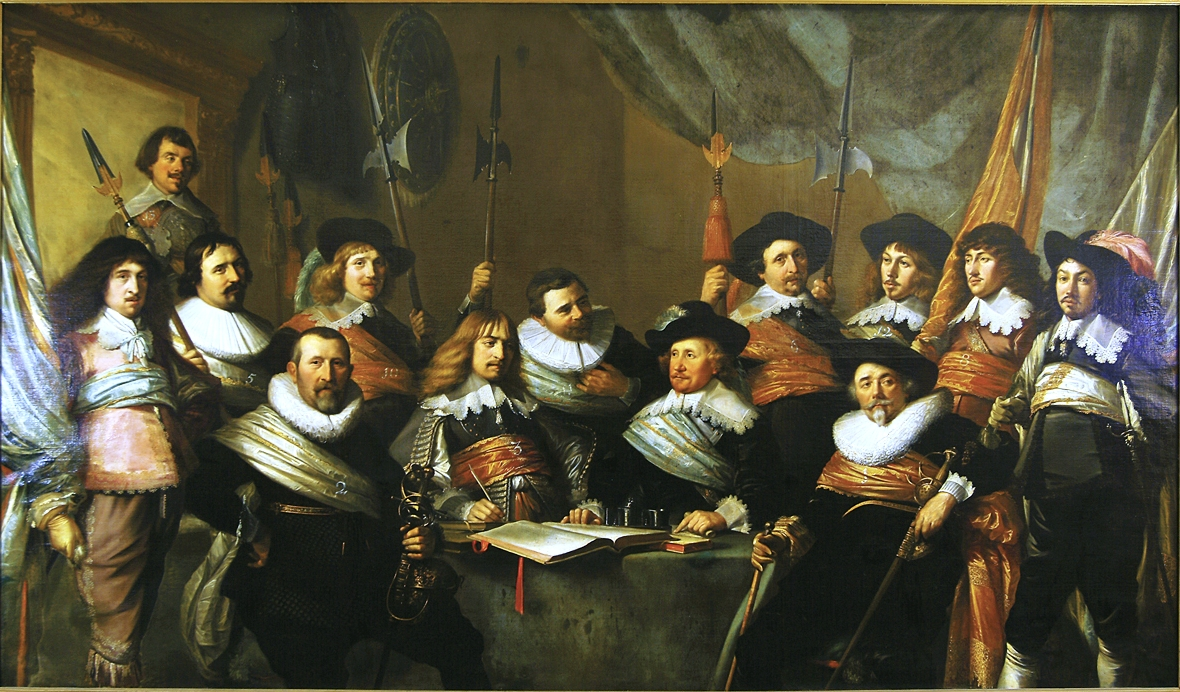
Guàrdia cívica (schutterstuk) a Haarlem, 1642

## Llegat
Un dels seus retrats pintat per a la família Beresteijn (regents dels dos asils de Beresteijn i Codde) va ser venut com a obra de Frans Hals al Louvre durant els anys 1860, si bé no va ser per engany, sinó per ignorància de part dels regents de l'asil on estava l'obra. Aquesta venda es va considerar un escàndol en la premsa holandesa de l'època, i Conrad Busken Huet va escriure que el govern hauria de guardar aquest tresor nacional al país (estava vivint a Haarlem en l'època).
Les obres de Soutman es troben avui en diversos museus, i al Huis Ten Bosch a La Haia. Els seus alumnes foren Cornelis Visscher, Jacob Louys (1595 - 1635), i Pieter van Sompel.